# Соња
Соња је женско име које је познато у скандинавским земљама, Немачкој, Словенији и Србији и популарно је у многим другим земљама. У Србији је изведено од имена Софија, односно грчког „Sophia“, што значи „мудрост“, „знање“, „вештина“. Сличан је случај и у другим земљама, где представља варијанту имена Sonya, што је деминутив од Sophia.

## Популарност
У САД је у периоду од 1930. до 1992. било међу првих 1.000. У Канади је од 1996. до 2002, као и 2004. било међу првих 100. У Норвешкој је од 1997. до 2008. увек било међу првих петсто, у Шведској је од 1998. до 2003. било међу првих четиристо, а у Немачкој је 2007. било на 236. месту.

## Имендани
Имендани се славе у Финској и Шведској истог дана - 15. маја.